# Cilijarni mišić
Cilijarni mišić (lat. musculus ciliaris) glatki je parni mišić glave koji se nalazi unutar očne jabučice u sastavu cilijarnog tijela. Sačinjavaju ga dvije skupine vlakana: uzdužna  (lat. fibrae meridionales) i kružna (lat. fibrae circulares). Prva su smještena površinski i pružaju se u pravcu meridijana, dok su druga smještena unutra i prostiru se prstenasto.
Inervacija mišića potječe od parasimpatičkih vlakana okulomotornog živca, koja ovdje dospijevaju iz cilijarnog ganglija preko kratkih cilijarnih živaca.
Djelovanje mišića dolazi do izražaja tijekom prilagodbe oka, odnosno tijekom prilagođavanja jačine loma svjetlosti u zavisnosti od blizine promatranog objekta. Kad su promatrani predmeti bliži, cilijarni se mišić kontrahira i tako povećava sagitalni promjer očne leće, čime se povećava njena lomna jakost. Tijekom promatranja udaljenih predmeta, zbiva se obrnut proces. 
Osim ovoga, cilijarni mišić djeluje i na širinu prostora u dijelu između rožnice i šarenice (iridokornealni kut), te olakšava otjecanje očne vodice u Schlemmov kanal.